# Liste von Söhnen und Töchtern Jekaterinburgs
Dies ist eine Liste von Söhnen und Töchtern der Stadt Jekaterinburg (1924–1991 Swerdlowsk) in Russland.

## 18. Jahrhundert

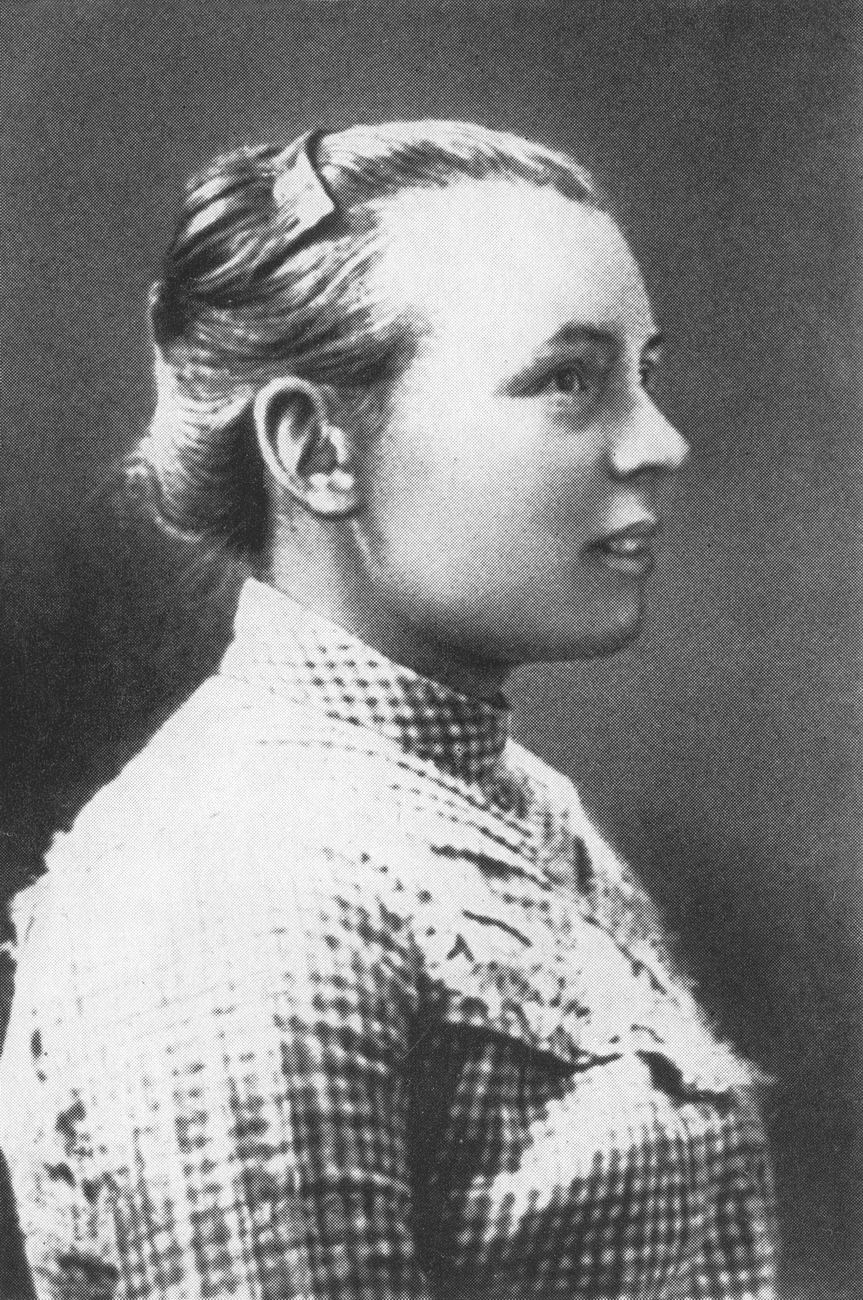
Klawdija Nowgorodzewa
(1876–1960)

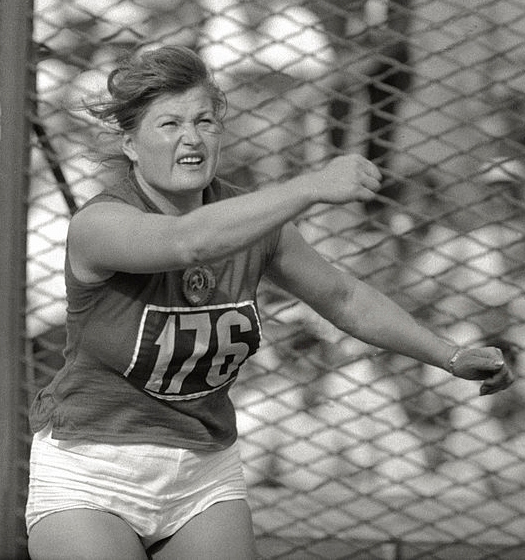
Nina Ponomarjowa
(* 1929)

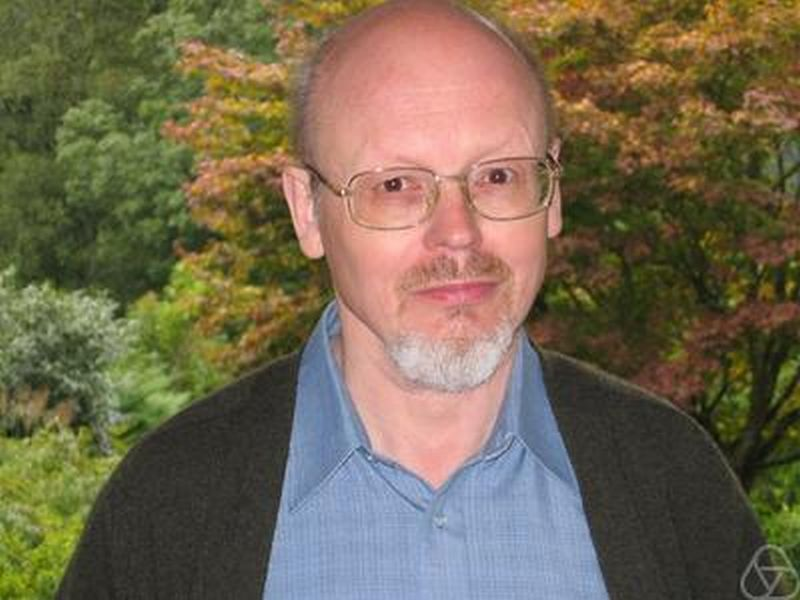
Alexei Parschin
(1942–2022)

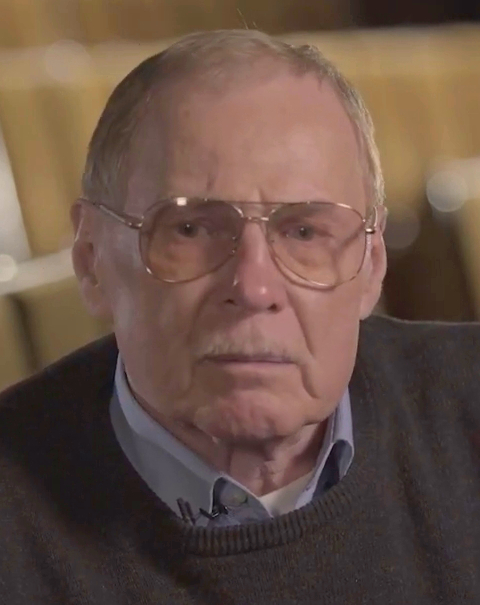
Wladimir Gostjuchin
(* 1946)

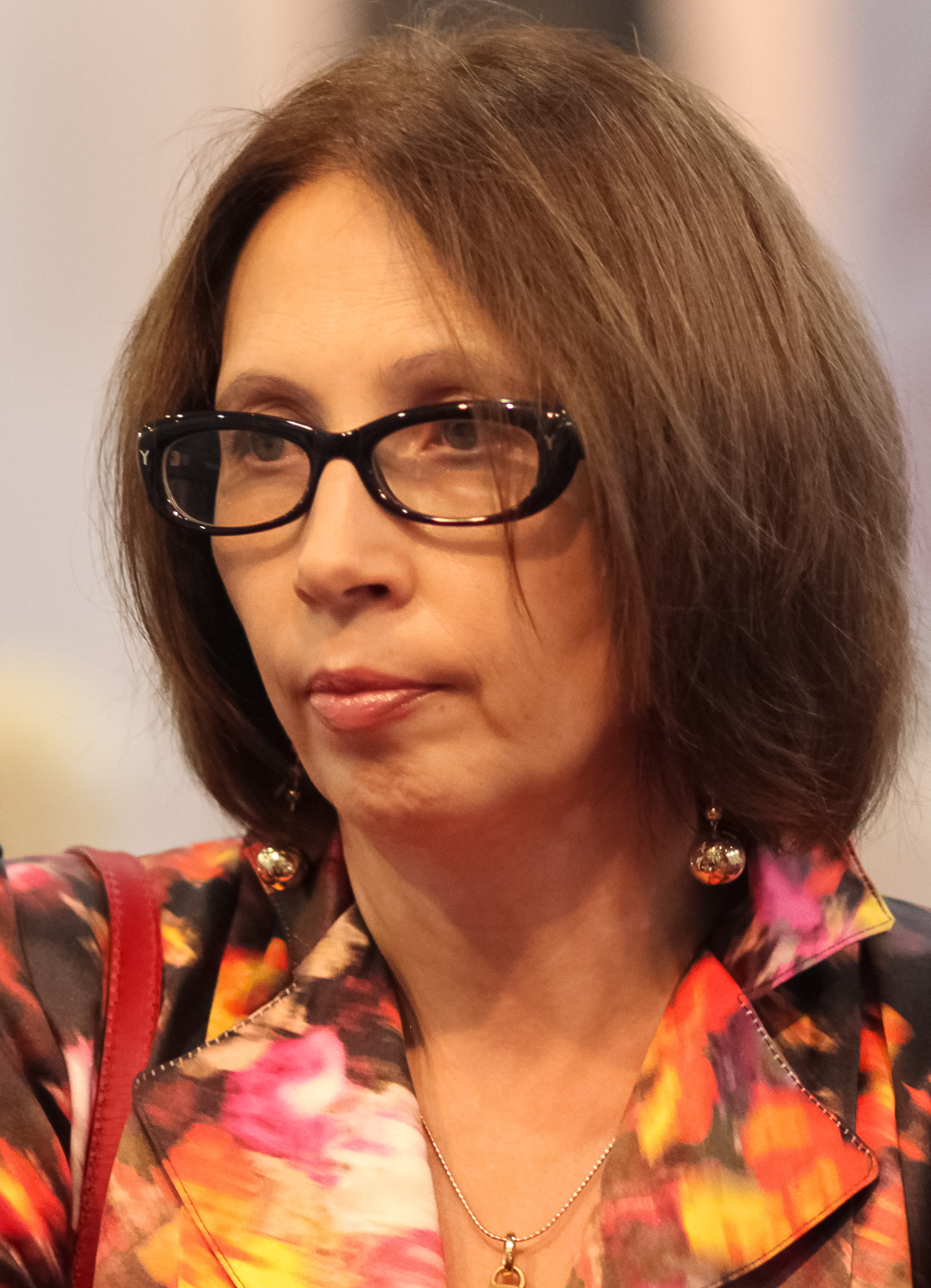
Olga Slawnikowa
(* 1957)

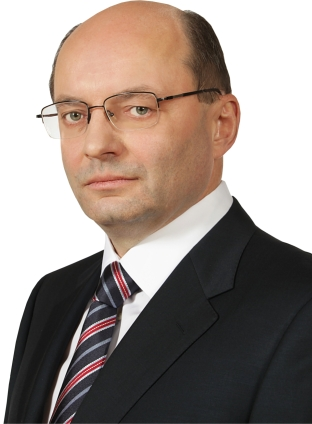
Alexander Mischarin
(* 1959)

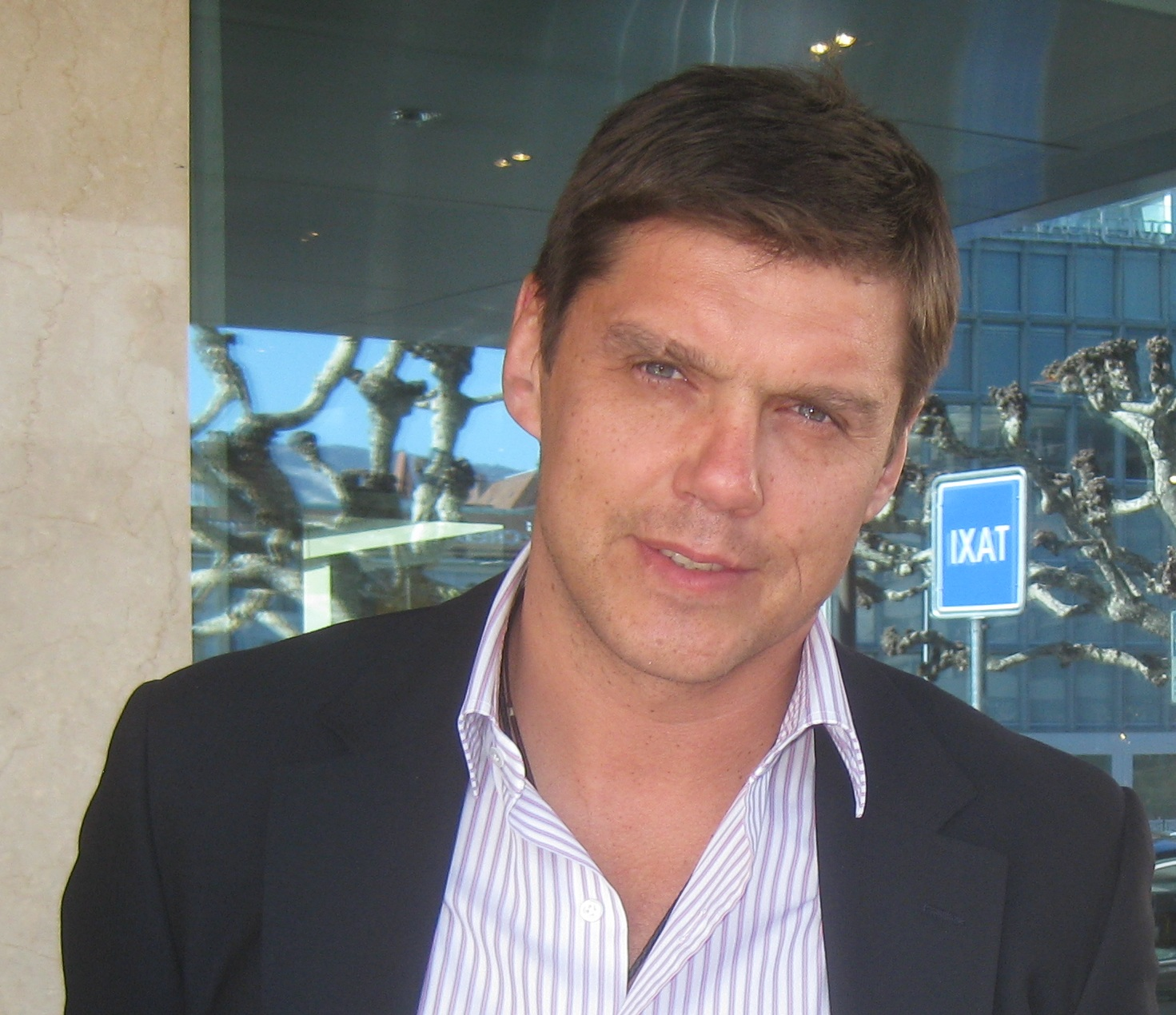
Wladimir Malachow
(* 1968)

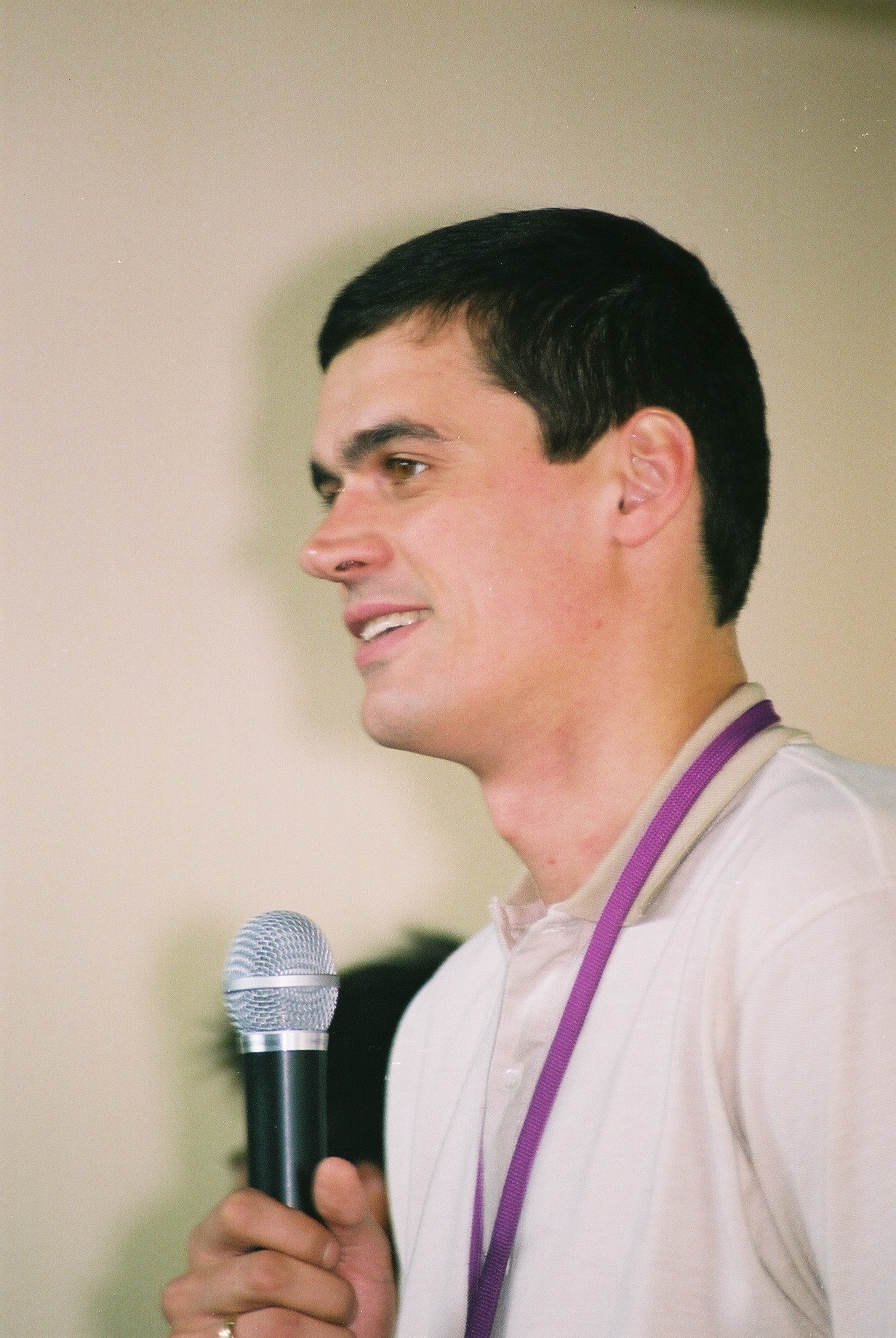
Alexander Popow
(* 1971)

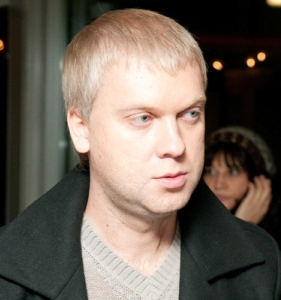
Sergei Swetlakow
(* 1977)

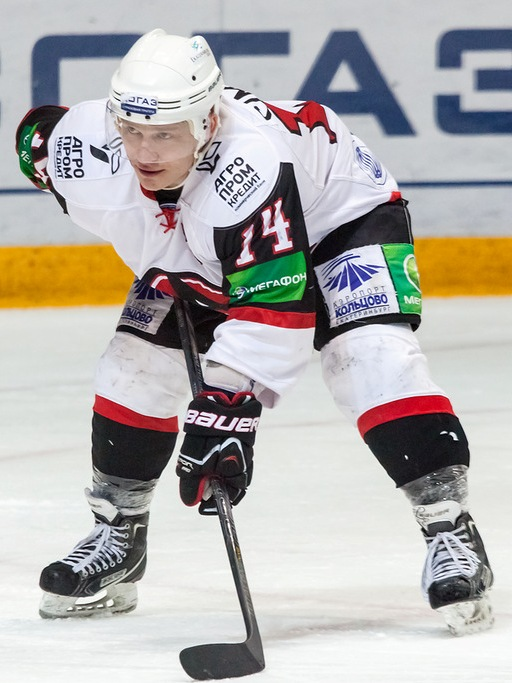
Alexei Simakow
(* 1979)

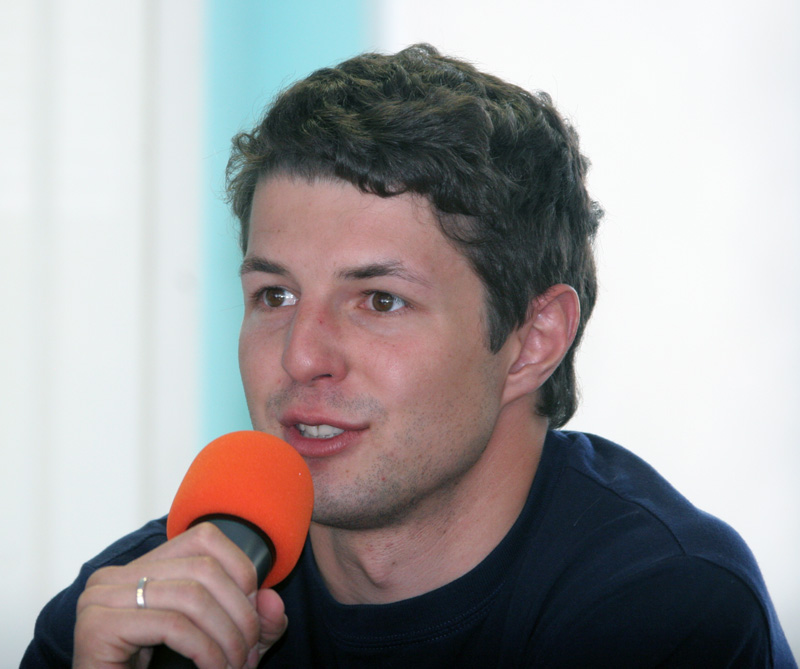
Nikolai Pankratow
(* 1982)

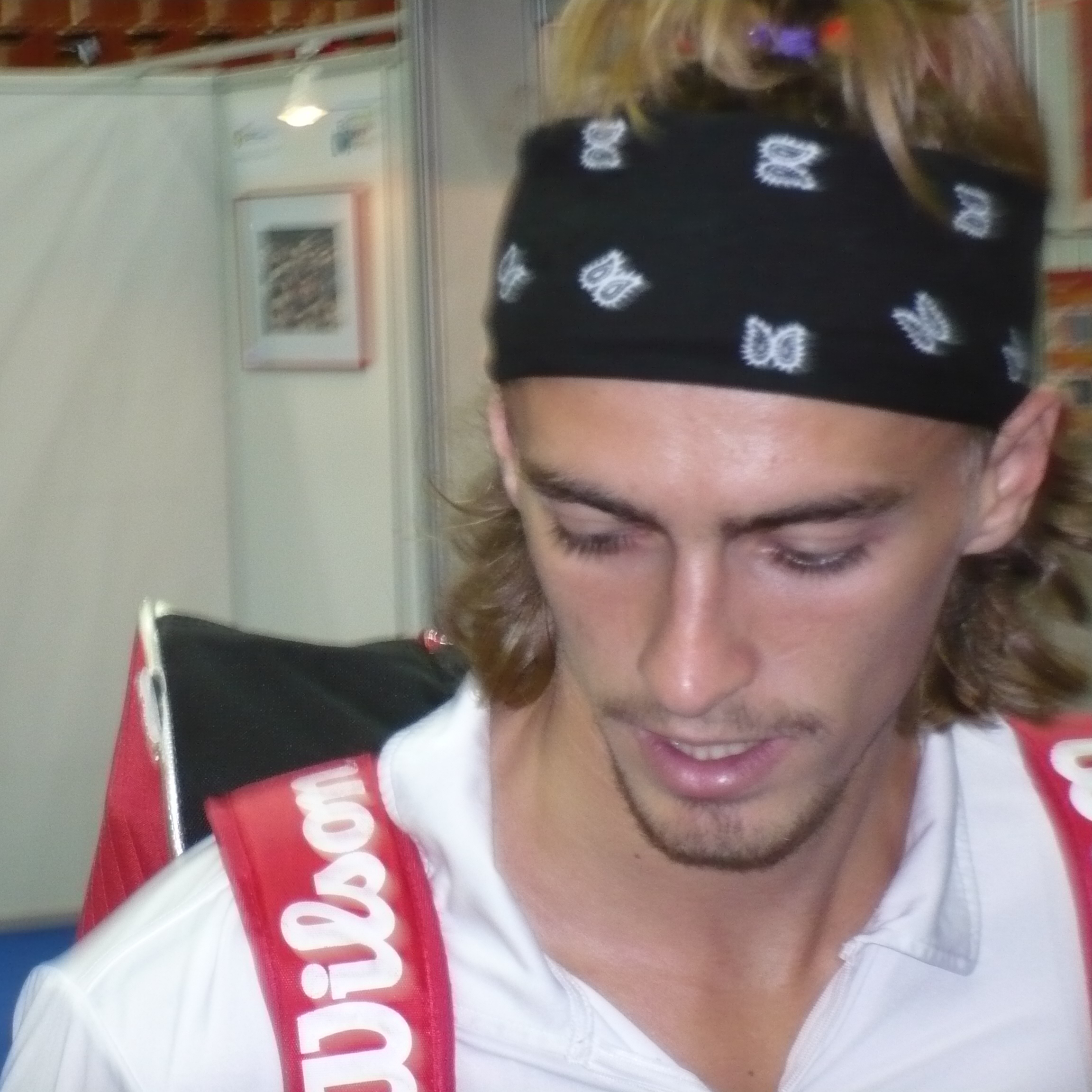
Alexander Kudrjawzew
(* 1985)

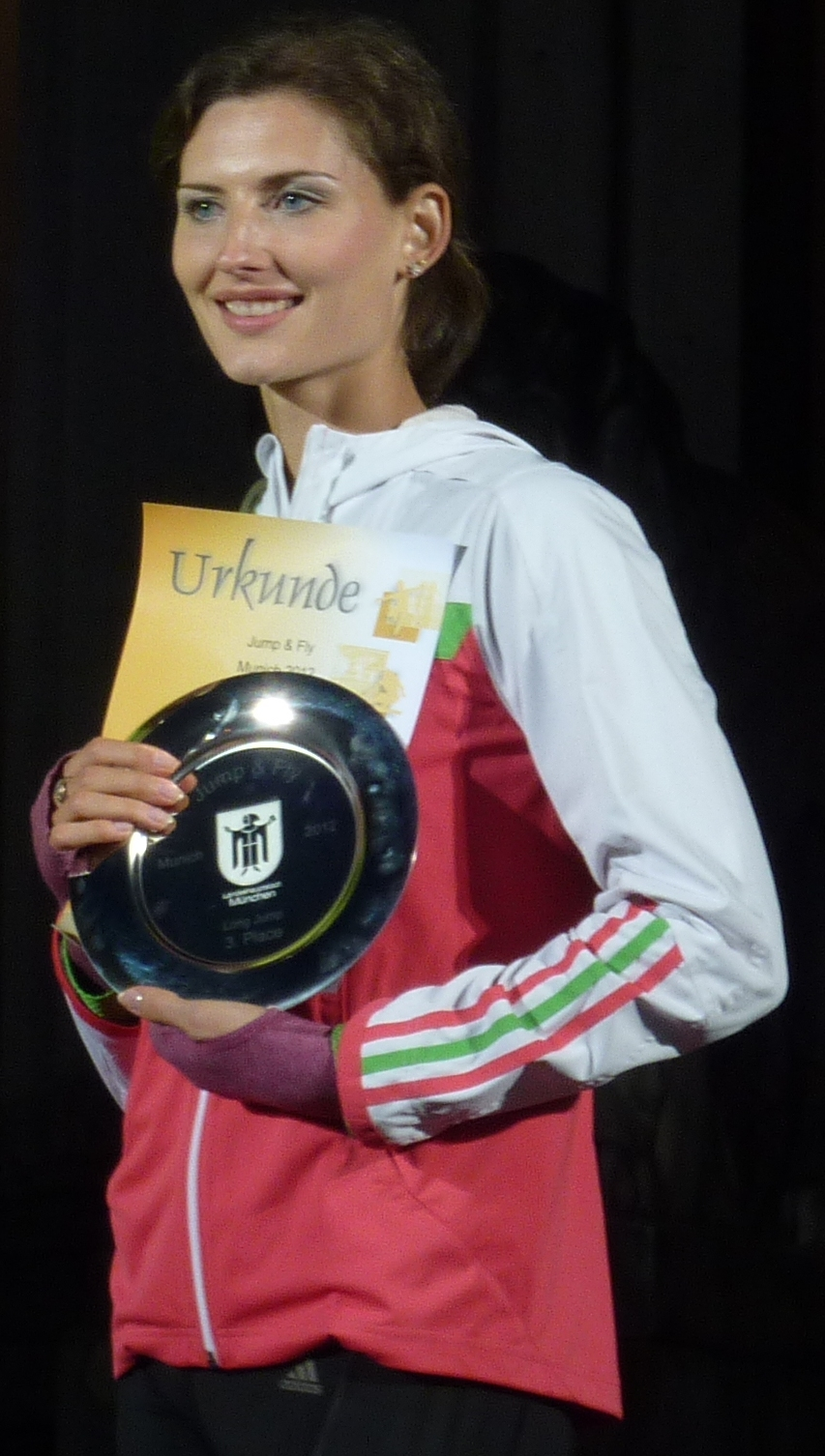
Julija Pidluschnaja
(* 1988)

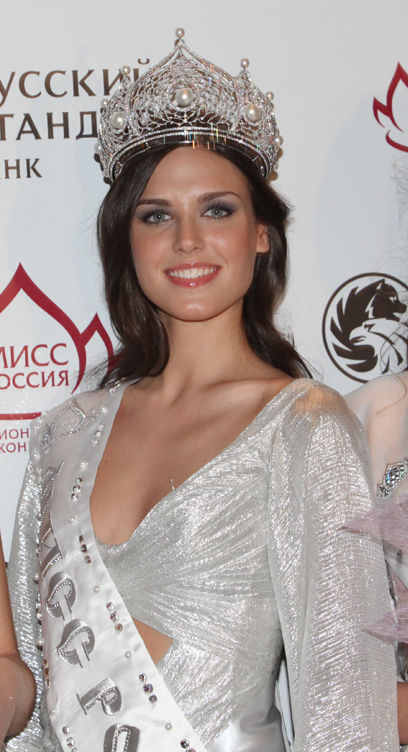
Irina Antonenko
(* 1991)

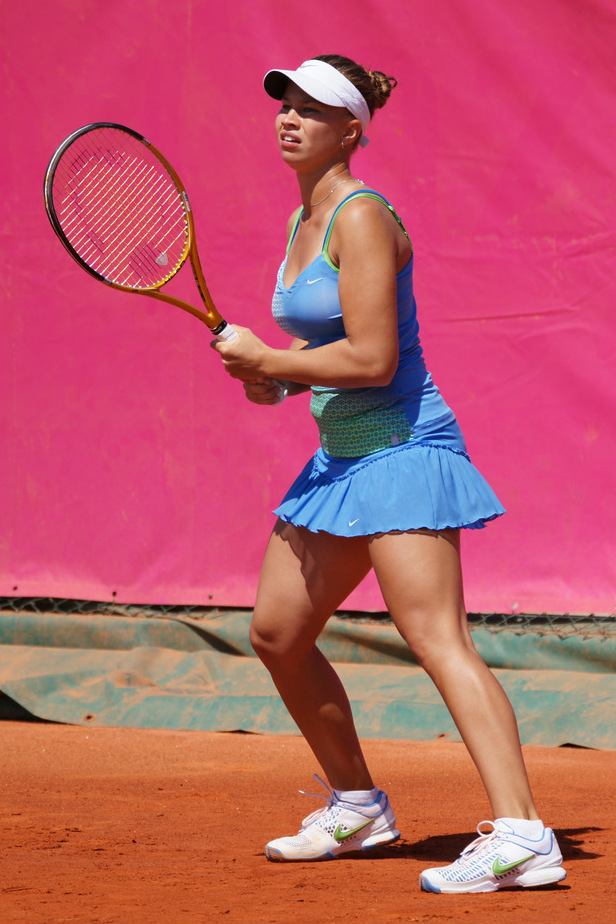
Walerija Sawinych
(* 1991)

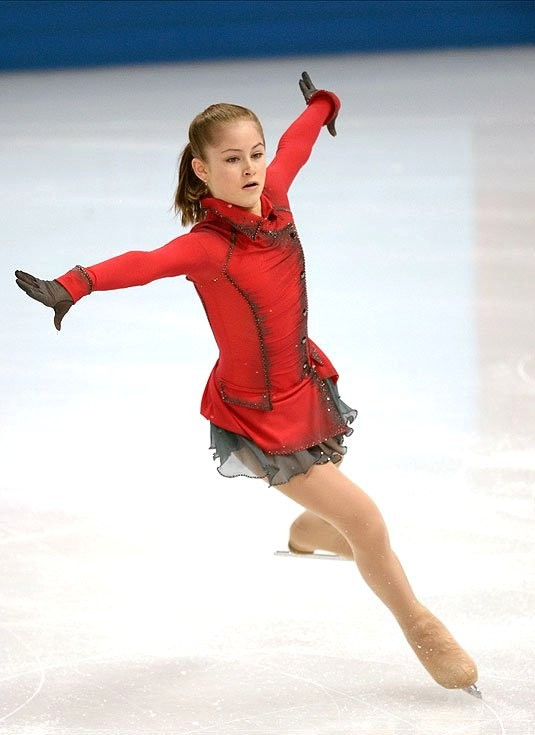
Julija Lipnizkaja
(* 1998)

- Iwan Polsunow (1728–1766), Erfinder
- Anikita Jarzow (1736–1819), Bergbauingenieur
- Juwenali Aljaskinski (1761–1796), Missionar in Alaska

## 19. Jahrhundert
- Narkis Tschupin (1824–1882), Historiker, Geologe und Hochschullehrer
- Fjodor Reschetnikow (1841–1871), Schriftsteller[1]
- Heinrich Stümcke (1871–1923), deutscher Schriftsteller, Theaterkritiker und Übersetzer
- Klawdija Nowgorodzewa (1876–1960), Funktionärin und Lebensgefährtin von Jakow Swerdlow
- Modeste Claire (1880–1966), Geologe, Paläontologe und Hochschullehrer

## 20. Jahrhundert

### 1901–1940
- Nikolai Dolgorukow (1902–1980), Grafiker und Journalist
- Grigori Alexandrow (1903–1983), Filmregisseur, Drehbuchautor und Schauspieler
- Oleg Jessin (1904–1979), Chemiker, Physikochemiker, Metallurg und Hochschullehrer
- Margo Wendt (1907–1978), Malerin
- Igor Oberberg (1907–1996), Kameramann
- Wladimir Tschernigowski (1907–1981), Physiologe
- Michail Ananjin (1912–1991), Kriegsfotograf
- Eugénia Bonda (1914–1944), russisch-ungarische Malerin
- Lew Wainschtein (1916–2004), Sportschütze
- Ella Solomonik (1917–2005), Althistorikerin und Hochschullehrerin
- Adelaida Pologowa (1923–2008), Bildhauerin
- Nikolai Krassowski (1924–2012), Mathematiker und Hochschullehrer
- Ljudmila Ljadowa (1925–2021), Pianistin, Sängerin und Komponistin
- Ernst Neiswestny (1925–2016), Bildhauer
- Nikolai Watolin (1926–2018), Physikochemiker und Hochschullehrer
- Wladimir Perel (1928–2007), Physiker und Hochschullehrer
- Alexander Sassuchin (1928–2012), Boxer
- Galina Breschnewa (1929–1998), Trägerin des Lenin-Ordens; Tochter von Leonid Breschnew
- Nina Ponomarjowa (1929–2016), Diskuswerferin und Olympiasiegerin
- Maja Abramowa (1931–2003), Historikerin und Archäologin
- Alexander Tscherepanow (* 1932), Eishockeyspieler
- Erik Bulatow (* 1933), Maler
- Eduard Lasarew (1935–2008), Komponist
- Lew Schewrin (1935–2021), Mathematiker
- Emma Tschudinowskich (1936–1970), Mediävistin und Hochschullehrerin
- Alexander Demjanenko (1937–1999), Film- und Theaterschauspieler
- Albert Filosow (1937–2016), Schauspieler
- Igor Bakalow (1939–1992), Sportschütze[2]
- Dmitri Z. Garbuzov (1940–2006), russisch-US-amerikanischer Physiker
- Juri Subarew (* 1940), Skispringer

### 1941–1950
- Wiktor Anitschkin (1941–1975), Fußballspieler
- Alexander Masljakow (1941–2024), Fernsehmoderator
- Bronislawa Owtschinnikowa (* 1941), Mittelalterhistorikerin und Hochschullehrerin
- Wladimir Grammatikow (* 1942), Regisseur
- Alexei Parschin (1942–2022), Mathematiker
- Ljudmila Bragina (* 1943), Leichtathletin
- Konstantin Grünberg (* 1944), Bildhauer
- Sergei Scharow (* 1945), Architekt und Bildhauer
- Wladimir Gostjuchin (* 1946), Film- und Theaterschauspieler sowie Regisseur
- Nina Subbotina (* 1946), Mathematikerin und Hochschullehrerin
- Irina Gorjatschewa (* 1947), Physikerin und Hochschullehrerin
- Leonid Luks (* 1947), Historiker
- Wladimir Tschekassin (* 1947), Jazzmusiker und Komponist
- Boris Belkin (* 1948), Violinist
- Jekaterina Lachowa (* 1948), Kinderärztin und Politikerin
- Michail Sadowski (* 1948), Physiker und Hochschullehrer
- Georgi Schischkin (* 1948), Maler und Grafiker
- Juri Issakow (1949–2013), Stabhochspringer

### 1951–1960
- Andrei Krassowski (* 1953), Mathematiker und Hochschullehrer
- Alexander Lichtenstein (* 1955), russisch-deutscher theoretischer Physiker und Hochschullehrer
- Walentina Iljinych (* 1956), Mittelstreckenläuferin
- Olga Kondina (* 1956), Sopranistin
- Alexei Charitidi (* 1957), Animator
- Tatjana Ferdman (* 1957), Tischtennisspielerin
- Walentina Lalenkowa (* 1957), Eisschnellläuferin
- Jelena Mischina (* 1957), Physikerin und Hochschullehrerin
- Dmitri Jewgenjewitsch Schtscherbakow (* 1957), Paläontologe und Entomologe
- Olga Slawnikowa (* 1957), Journalistin und Autorin
- Stanislaw Leonowitsch (1958–2022), Eiskunstläufer
- Alexander Malinin (* 1958), Sänger
- Anatoli Medennikow (* 1958), Eisschnellläufer
- Alexei Balabanow (1959–2013), Filmregisseur
- Alexander Mischarin (* 1959), Politiker und Ingenieur
- Andrei Prokofjew (1959–1989), Leichtathlet
- Tatjana Jumaschewa (* 1960), Politikerin, Tochter Boris Jelzins

### 1961–1970
- Wadim Palmow (* 1962), Pianist
- Jewgeni Roisman (* 1962), Politiker und Bürgermeister von Jekaterinburg
- Ilja Bjakin (* 1963), Eishockeyspieler und -trainer
- Swetlana Bogdanowa (* 1964), Handballspielerin
- Marina Borowskaja (* 1964), Ökonomin
- Marina Pestowa (* 1964), Eiskunstläuferin
- Anton Bakow (* 1965), Politiker
- Swetlana Paramygina (* 1965), belarussische Biathletin
- Aljona Asjornaja (* 1966), naive Malerin
- Irina Chabarowa (* 1966), Sprinterin
- Marina Klimowa (* 1966), Eiskunstläuferin
- Dmitri Popow (* 1966), Eishockeyspieler
- Anna Birjukowa (* 1967), Leichtathletin
- Ilya Itin (* 1967), Pianist und Musikpädagoge
- Michail Muraschko (* 1967), Politiker; Gesundheitsminister[3]
- Sergei Ossipow (* 1967), Eishockeyspieler
- Michail Schtschennikow (* 1967), Leichtathlet
- Roman Swonkow (1967–1995), ukrainischer Biathlet
- Julija Wlassowa (* 1967), Shorttrackerin[4]
- Wjatscheslaw Besukladnikow (1968–2001), Eishockeyspieler
- Ljudmila Konowalowa (* 1968), Basketballspielerin
- Wladimir Malachow (* 1968), Eishockeyspieler
- Tatjana Tschebykina (* 1968), Leichtathletin
- Pawlo Chnykin (* 1969), ukrainischer Schwimmer
- Julija Djomina (* 1969), Schachspielerin
- Wiktor Maigurow (* 1969), Biathlet

### 1971–1975
- Lioudmila Kortchaguina (* 1971), kanadische Marathonläuferin russischer Herkunft
- Alexander Popow (* 1971), Schwimmer
- Swetlana Wassilewskaja (* 1971), Volleyballspielerin[5]
- Andrei Klischas (* 1972), Politiker
- Nikolai Chabibulin (* 1973), Eishockeytorwart
- Waleri Gorjuschew (1973–2014), Volleyballspieler[6]
- Alexei Jaschin (* 1973), Eishockeyspieler
- Natalja Morosowa (* 1973), Volleyballspielerin[7]
- Dmitri Sinizyn (* 1973), nordischer Kombinierer
- Olexander Wjuchin (1973–2011), ukrainisch-russischer Eishockeytorwart
- Oleksij Ajdarow (* 1974), ukrainischer Biathlet
- Marina Chalturina (* 1974), kasachische Eiskunstläuferin
- Wladislaw Otmachow (* 1974), Eishockeyspieler
- Jewgenija Artamonowa-Estes (* 1975), Volleyballspielerin
- Natalja Paderina (* 1975), Sportschützin
- Sergei Prokopjew (* 1975), Kosmonaut
- Ekaterina Siurina (* 1975), Opernsängerin (Sopran)

### 1976–1980
- Olga Kotljarowa (* 1976), Sprinterin und Mittelstreckenläuferin
- Andrei Petrakow (1976–2013), Eishockeyspieler
- Roman Skornjakow (* 1976), usbekischer Eiskunstläufer
- Jelena Godina (* 1977), Volleyballspielerin
- Galina Lichatschowa (* 1977), Eisschnellläuferin
- Igor Malinovsky (* 1977), russisch-österreichischer Violinist und Violinpädagoge
- Denis Sokolow (* 1977), Eishockeyspieler
- Sergei Swetlakow (* 1977), Komiker und Schauspieler
- Alina Bronsky (* 1978), deutsche Schriftstellerin
- Alexei Bulatow (* 1978), Eishockeyspieler
- Pawel Dazjuk (* 1978), Eishockeyspieler
- Andrei Dejew (* 1978), Fechter[8][9]
- Kirill Ladygin (* 1978), Autorennfahrer
- Michail Mikuschin (* 1978), mutmaßlicher Spion des russischen GRU
- Elias Pavlidis (* 1978), griechischer Boxer
- Waleri Pokrowski (* 1978), Eishockeyspieler
- Jelena Wassilewskaja (* 1978), Volleyballspielerin[10]
- Stanislaw Morosow (* 1979), ukrainischer Eiskunstläufer
- Alexander Motyljow (* 1979), Schachgroßmeister
- Alexei Simakow (* 1979), Eishockeyspieler
- Sergei Stupin (* 1979), Eishockeyspieler
- Sergei Choroschun (* 1980), Eishockeytorwart
- Jewgeni Fjodorow (* 1980), Eishockeyspieler
- Denis Kotschetkow (* 1980), Eishockeyspieler
- Andrei Muchatschow (* 1980), Eishockeyspieler
- Wjatscheslaw Tschistjakow (* 1980), Eishockeyspieler
- Alexei Wolkow (* 1980), Eishockeytorwart
- Leonid Wolkow (* 1980), Politiker, Bürgerrechtler und Dissident

### 1981–1985
- Tatjana Dektjarjowa (* 1981), Hürdenläuferin
- Irina Deneschkina (* 1981), Schriftstellerin
- Igor Magogin (* 1981), Eishockeyspieler
- Ruslan Nassibullin (* 1981), Fechter
- Andrei Schefer (* 1981), Eishockeyspieler
- Jekaterina Smolenzewa (* 1981), Eishockeyspielerin
- Alexei Zwetkow (* 1981), Nordischer Kombinierer
- Iwan Alypow (* 1982), Skilangläufer
- Konstantin Firsanov (* 1982), deutsch-russischer Eishockeyspieler
- Roman Morgunow (* 1982), russisch-bulgarischer Eishockeyspieler und -trainer
- Nikolai Pankratow (* 1982), Skilangläufer
- Julija Skokowa (* 1982), Eisschnellläuferin
- Alexander Tatarinow (* 1982), Eishockeyspieler
- Konstantin Manaev (* 1983), Cellist
- Marija Netjossowa (* 1983), rhythmische Sportgymnastin und Olympiasiegerin 2000
- Iwan Schidkow (* 1983), Schauspieler
- Sergei Sinizyn (* 1983), Sportkletterer
- Irina Silber (* 1983), rhythmische Sportgymnastin und Olympiasiegerin 2000
- Olga Stulnewa (* 1983), Sprinterin
- Jelena Mursina (* 1984), rhythmische Sportgymnastin und Olympiasiegerin 2004
- Juri Prilukow (* 1984), Schwimmer
- Grigori Wlassow (* 1984), Tischtennisspieler
- Alexander Kudrjawzew (* 1985), Tennisspieler
- Georgi Mischarin (* 1985), Eishockeyspieler
- Stanislaw Muchatschew (* 1985), russisch-bulgarischer Eishockeyspieler
- Sergei Nemolodyschew (* 1985), Eishockeyspieler

### 1986–1990
- Wera Sessina (* 1986), rhythmische Sportgymnastin
- Jelena Turyschewa (* 1986), Skilangläuferin
- Denis Galimsjanow (* 1987), Radrennfahrer
- Igor Lyssy (* 1987), Schachspieler
- Kirill Starkow (* 1987), Eishockeyspieler
- Xenia Aksjonowa (* 1988), Sprinterin
- Anna Budanova (* 1988), Animatorin
- Alexander Juksejew (* 1988), Eishockeyspieler
- Jewgeni Kurbatow (* 1988), Eishockeyspieler
- Pawel Kusmin (* 1988), Billardspieler
- Nikita Lobinzew (* 1988), Schwimmer
- Julia Pidluschnaja (* 1988), Weitspringerin
- Juri Postrigai (* 1988), Kanute, Olympiasieger 2012 und Weltmeister 2013
- Max Drushinin (* 1989), deutscher Schriftsteller
- Anton Ladygin (* 1989), Autorennfahrer
- Alina Lanina (* 1989), Schauspielerin
- Iwan Sosonow (* 1989), Badmintonspieler
- Anschelika Timanina (* 1989), Synchronschwimmerin, Olympiasiegerin 2012
- Dmitri Zyganow (* 1989), Eishockeyspieler
- Alexander Antropow (* 1990), Eishockeyspieler
- Anna Gawrilenko (* 1990), rhythmische Sportgymnastin und Olympiasiegerin 2008
- Fjodor Malychin (1990–2025), Eishockeyspieler
- Aljona Mamina (* 1990), Sprinterin
- Anatoli Nikonzew (* 1990), Eishockeyspieler
- Sergei Swiridow (* 1990), Leichtathlet[11]
- Sergei Tschistjakow (* 1990), Eishockeyspieler

### 1991–2000
- Irina Antonenko (* 1991), Model und Miss Russland 2010
- Natalja Perminowa (* 1991), Badmintonspielerin
- Walerija Sawinych (* 1991), Tennisspielerin
- Filipp Sawtschenko (* 1991), Eishockeyspieler
- Iwan Jazenko (* 1992), Eishockeyspieler
- Stefan Stepanow (* 1992), Eishockeyspieler
- Wera Basarowa (* 1993), Eiskunstläuferin
- Samir Mastijew (* 1993), nordischer Kombinierer
- Kristina Iljinych (* 1994), Wasserspringerin
- Anastasia Kobekina (* 1994), Cellistin
- Nikita Trjamkin (* 1994), Eishockeyspieler
- Maxim Kowtun (* 1995), Eiskunstläufer
- Klava Koka (* 1996), Sängerin, Songwriterin und YouTuberin
- Ilja Leschukow (* 1995), Beachvolleyballspieler
- Anton Mamajew (* 1997), Snowboarder
- Artjom Mamin (* 1997), Fußballspieler
- Anastassija Tatarewa (* 1997), rhythmische Sportgymnastin und Olympiasiegerin 2016
- Julija Lipnizkaja (* 1998), Eiskunstläuferin
- Monetotschka (* 1998), Singer-Songwriterin, Schauspielerin, Synchronsprecherin und Aktivistin
- Sergei Slepow (* 1999), Fußballspieler
- Jewgeni Tatarinow (* 1999), Fußballspieler
- Iwan Tschechowitsch (* 1999), Eishockeyspieler
- Dmitri Makowski (* 2000), Fußballspieler
- Wiktorija Meschkowa (* 2000), Sportkletterin

## 21. Jahrhundert
- Kamilla Rachimowa (* 2001), Tennisspielerin
- Danil Guschtschin (* 2002), Eishockeyspieler

## Geburtsjahr unbekannt
- Alexandre Sladkevich (* im 20. Jahrhundert), Berliner Fotodesigner, Journalist, Dichter, Schriftsteller, Forschungsreisender und Tramper